# تراكم (فيزيولوجيا عصبية)

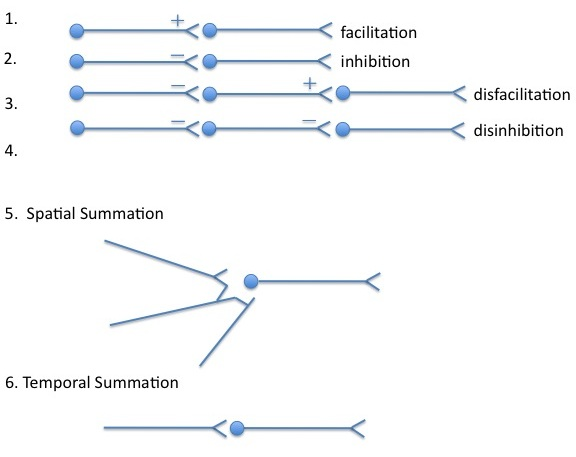

التراكم أو الإجمال أو التجميع (بالإنجليزية: Summation)‏(متضمنا التجميع المكاني والوقتي) هو العملية التي تحدد ما إذا كان جهد الفعل سينطلق نتيجة التأثير الجامع للإشارات الاستثارية والمثبطة أم لا، سواء من مدخلات متعددة بشكل متزامن (التراكم المكاني)، أو مدخلات متكررة (التراكم الوقتي). وبالاعتماد على إجمالي مجموع المدخلات الفردية، فقد يصل التراكم (أو لا يصل) إلى جهد العتبة لتحريك جهد الفعل.